# Groupama-FDJ
Groupama-FDJ, antes Française des Jeux y Fdjeux.com, (código UCI: GFC) es un equipo ciclista profesional francés. Luego de haber sido de categoría UCI ProTeam durante 6 temporadas (2005-2010), en 2011 descendió de categoría a la Profesional Continental. En 2012 retornó a la máxima categoría con lo cual tiene asegurada la participación en todas las carreras del UCI WorldTour.

## Historia del equipo
El equipo se fundó en 1997 bajo el liderazgo de Marc Madiot. Durante algunos años para publicitar la página web del patrocinador, el equipo adoptó el nombre «Fdjeux.com», pero en 2005 recuperó su nombre original.
En 2007 logró un total de 17 victorias, destacando sobre todas ellas la lograda por Sandy Casar en el Tour de Francia. También destacan la etapa de Thomas Lövkvist en el Critérium Internacional, y la etapa y clasificación general de los Cuatro días de Dunkerque de Matthieu Ladagnous.
En 2008 consiguió un total de 20 victorias, destacando sobre todas ellas la lograda en la París-Tours por Philippe Gilbert y la victoria de etapa en la Vuelta a Alemania de Jussi Veikkanen. Además están las 2 victorias en la Challenge de Mallorca de Philippe Gilbert, la victoria de etapa y la General del Tour de Picardie de Sébastien Chavanel, las 2 etapas en la Vuelta a Burgos de Yauheni Hutarovich o la victoria de etapa en el Tour du Limousin de Benoît Vaugrenard. Además consiguió 2 Campeonatos Nacionales en Ruta (Bielorrusia y Finlandia).
A finales de 2017 se anunció un nuevo patrocinador para la temporada 2018, la aseguradora Groupama pasa a formar parte del nombre del equipo con un acuerdo hasta 2020. La formación francesa, dirigida por Marc Madiot, contará con un apoyo económico importante, que elevará su presupuesto en un 30% respecto a la pasada campaña. Adicionalmente, el equipo tendrá un equipo Continental ya que les permitirá fortalecer la plantilla del equipo con jóvenes promesa.

## Corredor mejor clasificado en las Grandes Vueltas
| Año  | Giro de Italia             | Tour de Francia            | Vuelta a España          |
| ---- | -------------------------- | -------------------------- | ------------------------ |
| 1997 | -                          | 20.º Stéphane Heulot       | -                        |
| 1998 | -                          | 13.º Stéphane Heulot       | -                        |
| 1999 | -                          | 14.º Stéphane Heulot       | -                        |
| 2000 | 58.º Grzegorz Gwiazdowski  | 76.º Xavier Jan            | -                        |
| 2001 | -                          | 66.º Daniel Schnider       | -                        |
| 2002 | -                          | 19.º Nicolas Vogondy       | -                        |
| 2003 | 13.º Sandy Casar           | 78.º Nicolas Fritsch       | -                        |
| 2004 | 8.º Bradley McGee          | 16.º Sandy Casar           | -                        |
| 2005 | 71.º Cyrille Monnerais     | 29.º Sandy Casar           | 81.º Jérémy Roy          |
| 2006 | 6.º Sandy Casar            | 61.º Thomas Lövkvist       | 33.º Éric Leblacher      |
| 2007 | 43.º Francis Mourey        | 63.º Thomas Lövkvist       | 54.º Thomas Lövkvist     |
| 2008 | 27.º Yoann Le Boulanger    | 13.º Sandy Casar           | 19.º Sandy Casar         |
| 2009 | -                          | 9.º Christophe Le Mével    | 25.º Mikaël Cherel       |
| 2010 | -                          | 23.º Sandy Casar           | 13.º Christophe Le Mével |
| 2011 | -                          | 14.º Arnold Jeannesson     | -                        |
| 2012 | 25.º Sandy Casar           | 10.º Thibaut Pinot         | 23.º Rémi Pauriol        |
| 2013 | 19.º Francis Mourey        | 29.º Arnold Jeannesson     | 7.º Thibaut Pinot        |
| 2014 | 13.º Alexandre Geniez      | 3.º Thibaut Pinot          | 77.º Cédric Pineau       |
| 2015 | 9.º Alexandre Geniez       | 16.º Thibaut Pinot         | 16.º Kenny Elissonde     |
| 2016 | 91.º Benoît Vaugrenard     | 14.º Sébastien Reichenbach | 20.º Kenny Elissonde     |
| 2017 | 4.º Thibaut Pinot          | 36.º Rudy Molard           | 52.º Anthony Roux        |
| 2018 | 22.º Sébastien Reichenbach | 34.º David Gaudu           | 6.º Thibaut Pinot        |
| 2019 | 13.º Valentin Madouas      | 13.º David Gaudu           | 21.º Kilian Frankiny     |
| 2020 | 77.º Kilian Frankiny       | 24.º Sébastien Reichenbach | 8.º David Gaudu          |
| 2021 | 14.º Attila Valter         | 11.º David Gaudu           | 58.º Anthony Roux        |
| 2022 | 35.º Attila Valter         | 4.º David Gaudu            | 17.º Thibaut Pinot       |
| 2023 | 5.º Thibaut Pinot          | 9.º David Gaudu            | 24.º Lenny Martinez      |
| 2024 | 56.º Enzo Paleni           | 25.º Valentin Madouas      | 6.º David Gaudu          |
| 2025 | 33.º Kevin Geniets         | 16.º Guillaume Martin      | Bandera de ?             |

## Equipación
En construcción.
| FDJ (2013-2014) | FDJ (2015-2017) | Groupama-FDJ (2018-2022) | Groupama-FDJ (2022) |

## Material ciclista

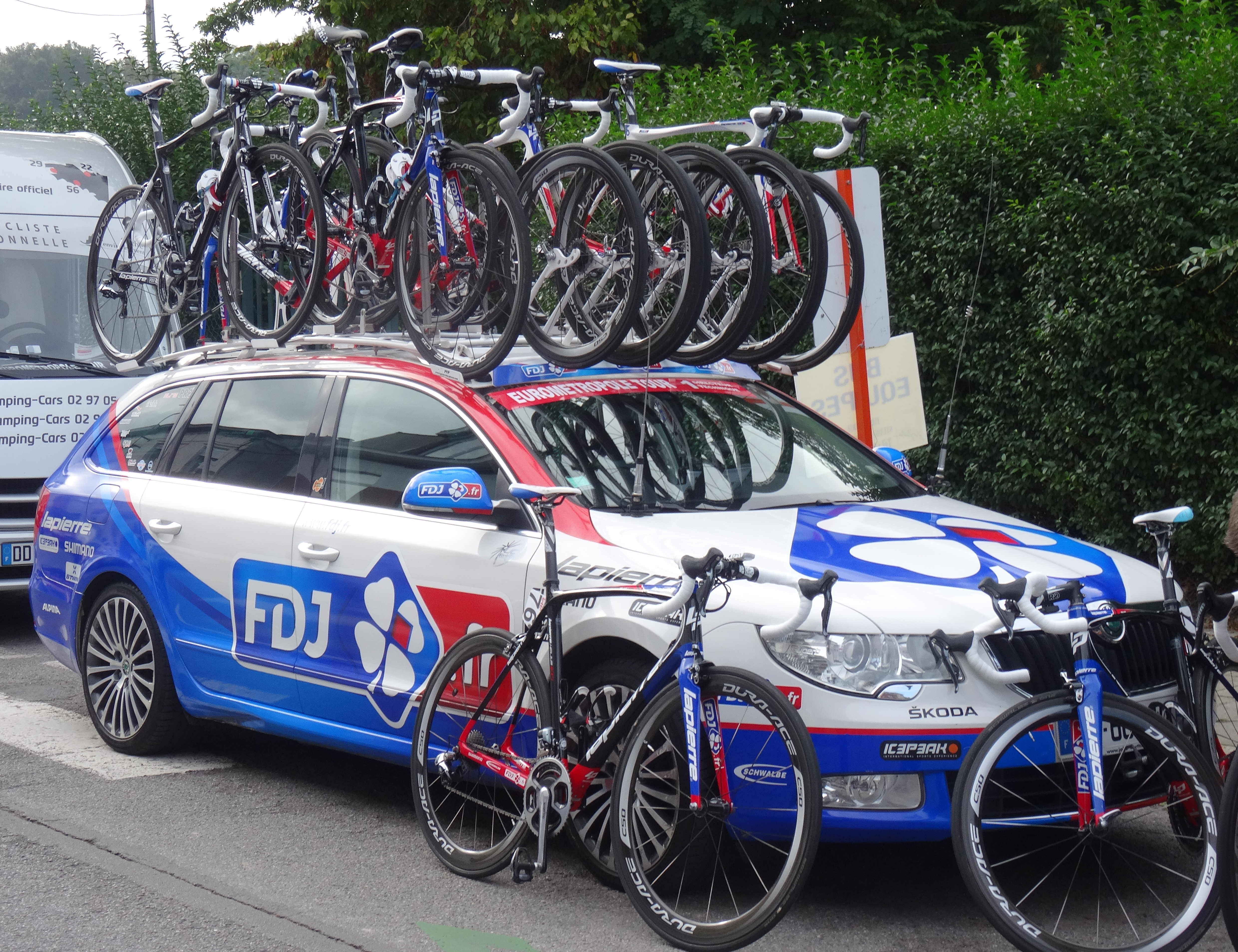
Bicicletas y vehículo del equipo en el Tour de Eurométropole 2014.

Desde el 2024 montan en bicicletas Wilier. Entre el 2002 y el 2023 el equipo utilizó bicicletas Lapierre. Anteriormente utilizó bicicletas Gitane.
A partir de la temporada 2013 y hasta 2014 B'TWIN será el patrocinador de toda la indumentaria textil de FDJ, vistiendo los culottes y maillots B'TWIN Aerot 9, desarrollados con la colaboración del equipo U19 Racing Team.

## Sede
El equipo tiene su sede en Moussy-le-Vieux.

## Clasificaciones UCI
La Unión Ciclista Internacional elaboraba el Ranking UCI de clasificación de los ciclistas y equipos profesionales.
Hasta el año 1998, la clasificación del equipo y de su ciclista más destacado fue la siguiente:
| Año  | Clasificación por equipos | Mejor corredor en la clasificación individual | Posición |
| 1997 | 8.º                       | Davide Rebellin                               | 16.º     |
| 1996 | 19.º                      | Emmanuel Magnien                              | 22.º     |

A partir de 1999 y hasta 2004 la UCI estableció una clasificación por equipos divididos en tres categorías (primera, segunda y tercera). La clasificación del equipo fue la siguiente:
| Año  | Categoría | Clasificación por equipos | Mejor corredor en la clasificación individual | Posición |
| 1999 | Primera   | 19.º                      | Jean-Cyril Robin                              | 48.º     |
| 2000 | Primera   | 21.º                      | Lars Michaelsen                               | 80.º     |
| 2001 | Segunda   | 6.º                       | Bradley McGee                                 | 128.º    |
| 2002 | Primera   | 21.º                      | Baden Cooke                                   | 21.º     |
| 2003 | Primera   | 14.º                      | Baden Cooke                                   | 29.º     |
| 2004 | Primera   | 17.º                      | Bradley McGee                                 | 32.º     |

A partir de 2005 la UCI instauró el circuito profesional de máxima categoría, el UCI ProTour, donde Française des Jeux estuvo desde que se creó dicha categoría hasta 2010 y nuevamente a partir de 2012, ya que en 2011 había descendido de categoría. Las clasificaciones del equipo son las siguientes:
| Año  | Clasificación por equipos | Mejor corredor en la clasificación individual | Posición |
| 2005 | 20.º                      | Thomas Lovkvist                               | 66.º     |
| 2006 | 20.º                      | Frédéric Guesdon                              | 46.º     |
| 2007 | 19.º                      | Christophe Mengin                             | 91.º     |
| 2008 | 12.º                      | Mickaël Delage                                | 43.º     |

Tras discrepancias entre la UCI y las Grandes Vueltas, en 2009 se tuvo que refundar el UCI ProTour en una nueva estructura llamada UCI World Ranking, formada por carreras del UCI World Calendar y posteriormente UCI WorldTour. El equipo siguió siendo de categoría UCI ProTour hasta 2010 y de 2012 hasta el presente.
| Año  | Clasificación por equipos | Mejor corredor en la clasificación individual | Posición |
| 2009 | 16.º                      | Christophe Le Mével                           | 79.º     |
| 2010 | 22.º                      | Sandy Casar                                   | 69.º     |
| 2012 | 18.º                      | Arnaud Démare                                 | 60.º     |
| 2013 | 17.º                      | Thibaut Pinot                                 | 33.º     |
| 2014 | 16.º                      | Thibaut Pinot                                 | 32.º     |
| 2015 | 15.º                      | Thibaut Pinot                                 | 10.º     |
| 2016 | 11.º                      | Thibaut Pinot                                 | 17.º     |
| 2017 | 17.º                      | Thibaut Pinot                                 | 22.º     |
| 2018 | 14.º                      | Thibaut Pinot                                 | 17.º     |
| 2019 | 12.º                      | David Gaudu                                   | 47.º     |
| 2020 | 9.º                       | Arnaud Démare                                 | 9.º      |
| 2021 | 9.º                       | David Gaudu                                   | 16.º     |
| 2022 | 7.º                       | Stefan Küng                                   | 16.º     |
| 2023 | 7.º                       | Thibaut Pinot                                 | 21.º     |

A partir de 2005 la UCI instauró los Circuitos Continentales UCI, donde el equipo estuvo cuando descendió a categoría Profesional Continental en el 2011, registrado dentro del UCI Europe Tour. Estando en las clasificaciones del UCI Europe Tour Ranking, UCI Africa Tour Ranking y UCI Asia Tour Ranking. Las clasificaciones del equipo y de su ciclista más destacado son las siguientes:
| Año                     | Clasificación por equipos | Mejor corredor en la clasificación individual | Posición |
| 2010-2011 (Africa Tour) | 7.º                       | Geoffrey Soupe                                | 23.º     |
| 2010-2011 (Asia Tour)   | 55.º                      | Dominique Rollin                              | 216.º    |
| 2010-2011 (Europe Tour) | 1.º                       | Yauheni Hutarovich                            | 2.º      |

## Palmarés
Para años anteriores, véase Palmarés del Groupama-FDJ

### Palmarés 2025

#### UCI WorldTour
| Fechas      | Carreras                       | Ganador         |
| 15 de junio | 1.ª etapa de la Vuelta a Suiza | Romain Grégoire |

#### UCI ProSeries
| Fechas        | Carreras                                  | Ganador         |
| 10 de febrero | 3.ª etapa del Tour de Omán                | David Gaudu     |
| 1 de marzo    | Faun-Ardèche Classic                      | Romain Grégoire |
| 15 de mayo    | 2.ª etapa de los Cuatro Días de Dunkerque | Lewis Askey     |
| 29 de mayo    | Prólogo de la Boucles de la Mayenne (CRI) | Thibaud Gruel   |

#### Circuitos Continentales UCI
| Fechas      | Circuito             | Carreras                          | Ganador          |
| 18 de abril | UCI Europe Tour 2025 | Clásica Grand Besançon Doubs      | Guillaume Martin |
| 19 de abril | UCI Europe Tour 2025 | Tour de Jura                      | Guillaume Martin |
| 8 de mayo   | UCI Europe Tour 2025 | Boucles de l'Aulne                | Lewis Askey      |
| 21 de junio | UCI Europe Tour 2025 | 4.ª etapa de la Ruta de Occitania | Thibaud Gruel    |
| 6 de agosto | UCI Europe Tour 2025 | 1.ª etapa del Tour de l'Ain       | Tom Donnenwirth  |

#### Campeonatos nacionales
| Fechas | Carreras | Ganador |

## Plantilla
Para años anteriores, véase Plantillas del Groupama-FDJ

### Plantilla 2025
| Nombre              | Nacimiento | Nacionalidad  | Equipo 2024                                 |
| Lewis Askey         | 04/05/2001 | Reino Unido   | Groupama-FDJ                                |
| Cyril Barthe        | 14/02/1996 | Francia       | Groupama-FDJ                                |
| Lewis Bower         | 14/10/2004 | Nueva Zelanda | Groupama-FDJ Continental                    |
| Clément Braz Afonso | 08/11/1999 | Francia       | CIC U Nantes Atlantique                     |
| Sven Erik Bystrøm   | 21/01/1992 | Noruega       | Groupama-FDJ                                |
| Rémi Cavagna        | 10/08/1995 | Francia       | Movistar Team                               |
| Clément Davy        | 17/07/1998 | Francia       | Groupama-FDJ                                |
| Tom Donnenwirth     | 19/01/1998 | Francia       | Decathlon AG2R La Mondiale Development Team |
| David Gaudu         | 10/10/1996 | Francia       | Groupama-FDJ                                |
| Kevin Geniets       | 09/01/1997 | Luxemburgo    | Groupama-FDJ                                |
| Lorenzo Germani     | 03/03/2002 | Italia        | Groupama-FDJ                                |
| Romain Grégoire     | 21/01/2003 | Francia       | Groupama-FDJ                                |
| Thibaud Gruel       | 01/05/2004 | Francia       | Groupama-FDJ                                |
| Johan Jacobs        | 01/03/1997 | Suiza         | Movistar Team                               |
| Stefan Küng         | 16/11/1993 | Suiza         | Groupama-FDJ                                |
| Olivier Le Gac      | 27/08/1993 | Francia       | Groupama-FDJ                                |
| Eddy Le Huitouze    | 03/04/2003 | Francia       | Groupama-FDJ                                |
| Valentin Madouas    | 12/07/1996 | Francia       | Groupama-FDJ                                |
| Guillaume Martin    | 09/06/1993 | Francia       | Cofidis                                     |
| Rudy Molard         | 17/09/1989 | Francia       | Groupama-FDJ                                |
| Quentin Pacher      | 06/01/1992 | Francia       | Groupama-FDJ                                |
| Enzo Paleni         | 30/05/2002 | Francia       | Groupama-FDJ                                |
| Paul Penhoët        | 28/12/2001 | Francia       | Groupama-FDJ                                |
| Rémy Rochas         | 18/05/1996 | Francia       | Groupama-FDJ                                |
| Brieuc Rolland      | 13/08/2003 | Francia       | Groupama-FDJ Continental                    |
| Clément Russo       | 20/01/1995 | Francia       | Groupama-FDJ                                |
| Lars van den Berg   | 07/07/1998 | Países Bajos  | Groupama-FDJ                                |
| Matthew Walls       | 20/04/1998 | Reino Unido   | Groupama-FDJ                                |

1. ↑  Desde el 1 de junio.
2. ↑  Hasta el 13 de marzo.

Stagiaires

Desde el 1 de agosto, los siguientes corredores pasaron a formar parte del equipo como stagiaires (aprendices a prueba).
| Corredor         | Nacimiento | Nacionalidad | Equipo 2025                       |
| ---------------- | ---------- | ------------ | --------------------------------- |
| Aurélien Kayser  | 21/03/2006 | Francia      | Vélo Club Villefranche Beaujolais |
| Victor Loulergue | 27/10/2004 | Francia      | Bourg-en-Bresse Ain Cyclisme      |